# Manel Traité i Figueras

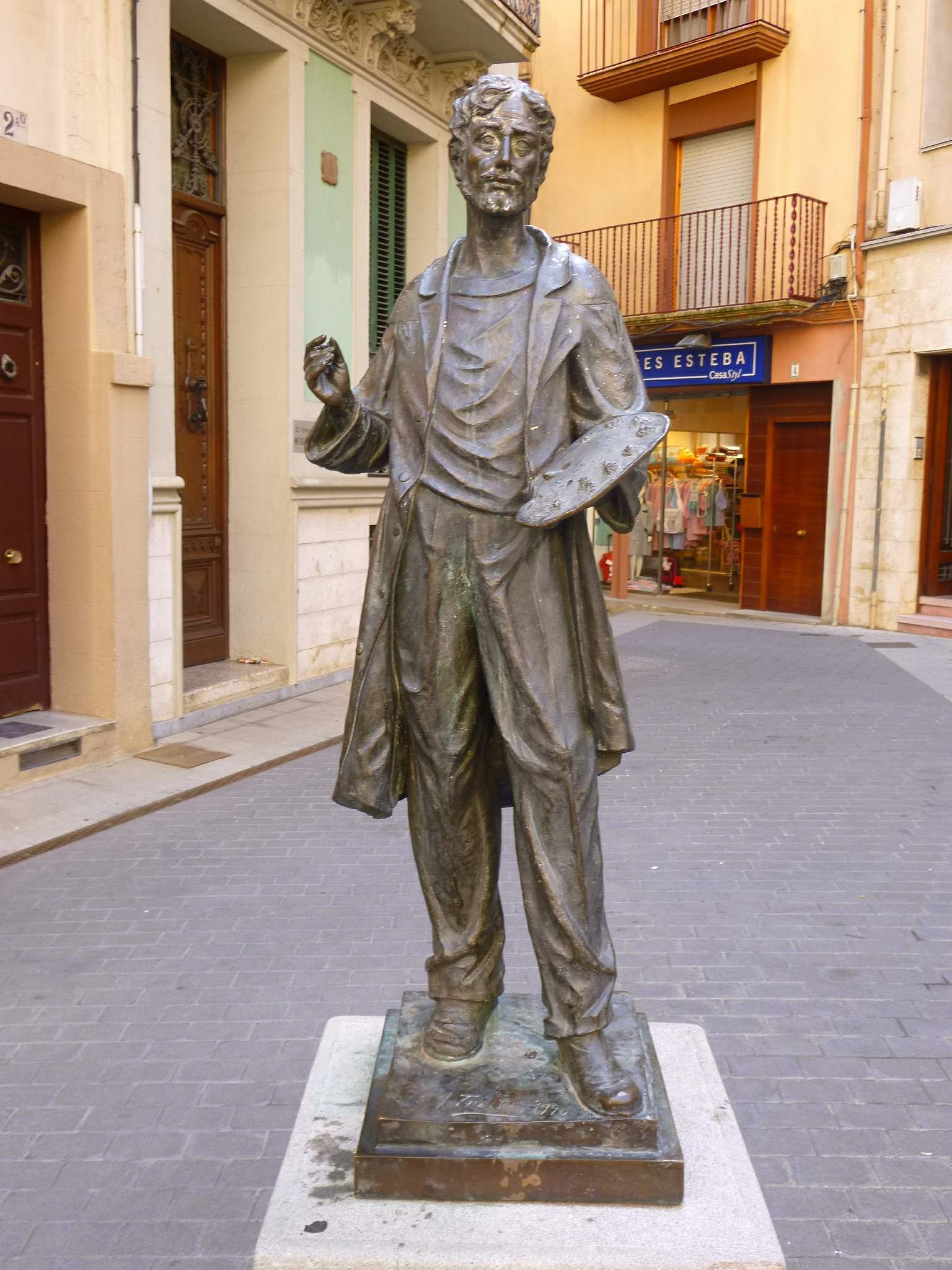
Manel Traité: Allegorie auf die Maler, Olot 1990

Manel Traité i Figueras (Spanisch auch: Manuel Traité i Figueras; * 28. Dezember 1908 in Olot; † 1996) war ein katalanischer Bildhauer und Zeichner aus der Künstlerstadt Olot. Sein Hauptarbeitsgebiet war die christlich geprägte Skulptur. Manel Traité war der Vater des Bildhauers Josep Traité i Compte.

## Leben und Werk
Manel Traité wurde 1908 in Olot geboren. Seine Eltern Antoni Traité i Pujol und Francesca Figueras i Costa arbeiteten als Hausmeisterehepaar in der Firma El Arte Cristiano in Olot. Hier erhielt sowohl Manel wie auch sein Bruder Josep den Impuls, sich mit dem Thema Kunst als Beruf und Berufung auseinanderzusetzen. Manel besuchte die Schule der Escolapi-Pater in Olot. Mit 13 Jahren wurde er Helfer im Atelier für figurative Kunst des Olotenser Künstlers Melcior Domenge. Gleichzeitig besuchte er die Escola de Belles Arts in Olot. Hier waren Celestí Devesa und Martí Casadevall seine Lehrer.
Manel Traité war gleichzeitig ein sehr guter Fußballspieler. Er spielte zunächst beim FC Olot, später dann beim FC Barcelona, zunächst in dessen dritter, ab 1929 in der ersten Mannschaft. Ricardo Zamora, Josep Samitier und Vicenç Piera waren in Traités Barceloneser Zeit Mannschaftskollegen. Während dieser  Zeit besuchte er die Llotja, die Kunstakademie von Barcelona. Dort perfektionierte er seine Bildhauerfähigkeiten. Im Anschluss an diese Barcelona-Phase ging Traité für zwei Jahre zusammen mit dem Olotenser Künstler Lluís Arbós nach San Sebastian. Die beiden Künstler richteten hier ein Bildhaueratelier ein.
Nach Olot zurückgekehrt arbeitete Traité für El Arte Cristiano. Seine künstlerisch hervorragenden Bildhauerkollegen Joaquim Claret i Vallès, Toribi Sala und Jaume Murta ermöglichten Traité ein ideales Hineinwachsen in die Bildhauerkunst. Später wurde er selbst der Meisterskulpteur des Unternehmens. Er fertigte religiöse Skulpturen auch in Auftragsarbeit für andere Unternehmen wie z. B. die Firma J. Sacrest. Generell hat Traité sehr viele Auftragsarbeiten gefertigt. Für Salvador Dalí und das Museu Dalí in Figueres hat er die Riesennase von Mae West gefertigt, die als Wohnung genutzt werden kann. Zusammen mit Toribi Sala hat er El Drac del Carme, den Drachen von Carmen, und zusammen mit Jordi Farjas El Conill, das Kaninchen, beides große volkstümliche Figuren von Olot, geschaffen. Diese Figuren tanzen in Umzügen bei Festlichkeiten in der Stadt. Traité hat bis in die 1960er Jahre in der Firmenmannschaft von El Arte Cristiano Fußball gespielt.
1973 trat Traité in den Ruhestand. In künstlerischer Hinsicht wurde diese Zeit ein „Unruhestand“. Traité schuf in dieser Zeit zahlreiche Kunstwerke im öffentlichen Raum. Inspiriert von Alonso Cano schuf er die Puríssima, eine Mutter-Gottes-Statue, sowie andere Skulpturen und Aktmodelle. 1980 stellte er in einer von der Kritik hochgelobten Ausstellung in Olot aus. Innerhalb des Projektes von Albert Rosa schuf Traité 1983 für das Sardana-Denkmal von Calella die drei Tanzpaare, die hoch auf dem Denkmalsockel die Sardana tanzen. 1990 schuf er die Allegorie für die Maler in Olot. Traité hat zahlreiche Reliefs für Glocken gefertigt. Diese wurden dann bei Barberí in Olot gegossen.
Seit Jugendjahren hatte sich Traité als Krippenkünstler engagiert. Hierfür wurde er 1980 von der Olotenser Vereinigung der Krippenkünstler geehrt. 1994 erhielt er die Ehrenmedaille der Stadt Olot. Zudem erhielt er von der Generalitat de Catalunya die Carta de Mestre Artesà, den Ehrenbrief als Meister der Kunst. Traité erreichte in all seinen Skulpturen eine außerordentliche Perfektion.

## Post mortem
Im Juli 2006 stellte die Familie Traité das Gesamtwerk des Künstlers dem Museu de la Lava in Santa Pau als Leihgabe zur Verfügung. Hier konnte bis zur Schließung des Museums das Werk von Manel Traité besichtigt werden.

## Privates
Manel Traité war mit Neus Compte i Planagumà verheiratet. Das Paar hatte zwei Kinder, Antònia und Josep. Josep Traité ist selbst ein bekannter Bildhauer geworden.